# Iden (Saxônia-Anhalt)
Iden é um município da Alemanha, situado no distrito de Stendal, no estado de Saxônia-Anhalt. Tem 37,37 km² de área, e sua população em 2019 foi estimada em 795 habitantes.